# Aplysia depilans
Aplysia depilans is een slakkensoort uit de familie Aplysiidae. De wetenschappelijke naam werd in 1791 gepubliceerd door Johann Friedrich Gmelin.

## Beschrijving
Individuele exemplaren kunnen tot 40 cm lang worden en wegen tot 380 gram. Hun huid is donkerbruin tot roodbruin, met witte tot lichtbruine vlekken. Het heeft een gele binnenschaal die dunner, platter en slechter verkalkt is dan andere zeehazen en ongeveer 1,5 cm lang is. Wanneer ze worden bedreigd, stoten ze een witte of paarse inkt uit. A. depilans is een van de zeven soorten van het geslacht waarvan bekend is dat ze af en toe zwemmen in plaats van kruipen. Hoewel ze hermafrodieten zijn, kunnen ze zichzelf niet bevruchten en hebben ze een partner nodig.

## Verspreiding
Deze zeehaas komt voor in de oostelijke Atlantische Oceaan en de Middellandse Zee. Hij komt vooral voor in ondiep water van ongeveer 1,5 tot 10 meter. Hij vermijdt de intergetijdenzone omdat de dieren geen zuurstof uit de lucht kunnen opnemen en dus relatief snel doodgaan na het stranden. Af en toe zitten sommigen vast in getijdenpoelen bij eb. Volwassen dieren voeden zich voornamelijk met algen van het geslacht Ulva, vooral zeesla (Ulva lactuca). Tijdens de planktonische levensfase eten ze eencellig fytoplankton.